# 高松東バイパス

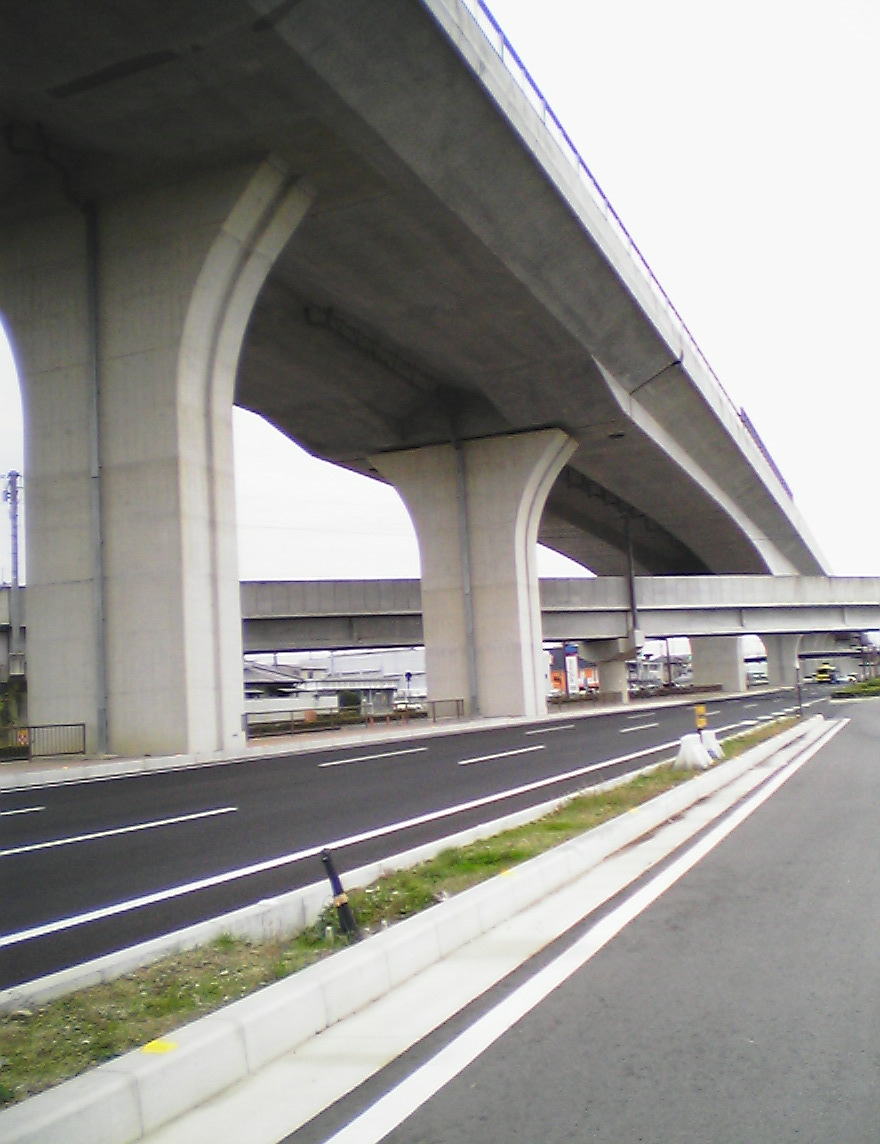
香川県高松市ことでん長尾線高架。

高松東バイパス（たかまつひがしバイパス）は、香川県木田郡三木町大字井上から高松市上天神町に至る国道11号のバイパス道路。

## 概要

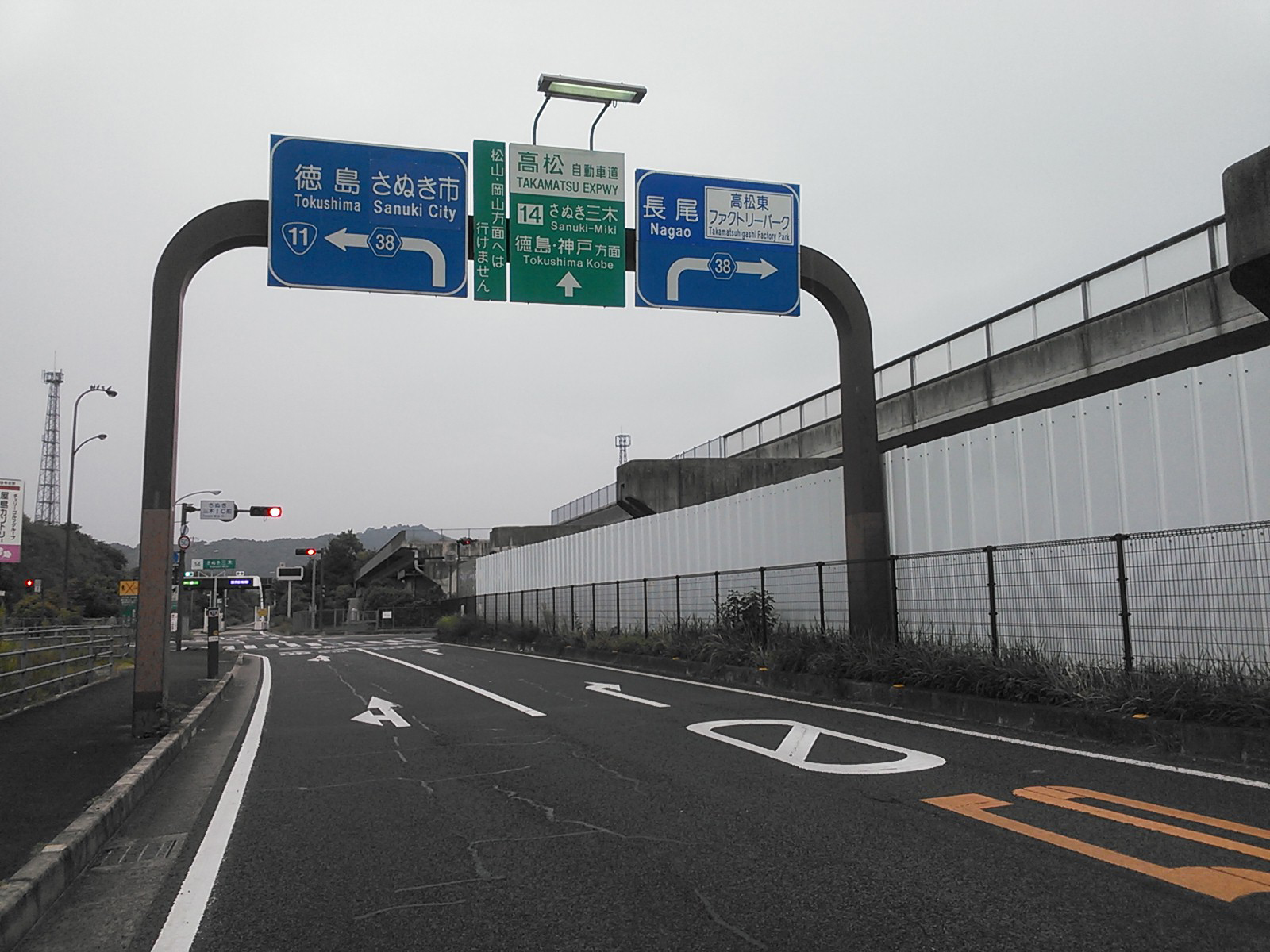
高松東バイパス下り線終点、さぬき三木インターチェンジ入口直前の道路案内看板および道路標示。奥に終点部である、さぬき三木インターチェンジ。右側車線が右折専用で、有料道路区間への導入が左車線側である事が解る

旧・高松東道路のうち、有料区間になっていなかった一般部のさぬき三木IC前交差点から上天神町交差点にかけてを指す。全区間において中央分離帯には高松自動車道の橋脚が立っており、当道路は直上に高架部としての高速道路が通る二層構造となっている。ただし、三木町部分は盛土方式であるため他区間とは様相を異にしている。
高松市郊外の東西方向における道路交通の基軸であり大動脈である。起点では高松自動車道、終点では国道11号本線と空港通り、道中では県道10号高松長尾大内線（さぬき東街道）、県道43号中徳三谷高松線（高松自動車道高松中央インターチェンジと接続）、市道上福岡多肥下町線（レインボーロード）といった高松市南部郊外における南北方向の広域幹線道路全てと交差しており、それら幹線道路の相互接続を担う機能もある。
終点の上天神町交差点には渋滞緩和を目的として地下道路（上天神地下道）が設置されているが、平日は朝・夕の通勤時間帯、休日は付近の大規模商業施設（ゆめタウン高松、四国唯一の場外馬券場「ウインズ高松」など）への交通によって、地下道でもさばき切れない交通量が輻輳し付近は混雑する。
交通量はさぬき東街道が交差する東山崎町交差点を境に大差があり、西側は一日中多いが、東側は大きく減少する。レインボーロード同様、ロードサイド型店舗の多い道路でもあり、「東バイパス店」を名乗る店舗が多数見られる。
この道路と交差することでん琴平線、長尾線との交差点にはかつて踏切があった。ともに鉄道側が高架化（立体交差）され、踏切は撤去された。
吉田川から春日川にかけての約1.2 km区間では本線に加えて副道が設置されており、通過車両と流入・流出車両の交通が分離されている。この区間では本線6車線+副道2車線の計8車線分に相当する規格の高い道路となっているが、この区間は交通量が比較的少ない東部区間にあり、交通量が激増するこれ以西の区間に副道が設置された部分は無く、通過車両とロードサイド店や脇道に対しての流入・流出車両が混在している。
高松市に発着する高速バス（四国高速バス、JR四国バス、高松エクスプレスおよび各社と共同運行する各社の各路線（松山線・高知線は除く）、大川自動車、徳島バス共同運行の「高徳エクスプレス号」など）の多くが、ゆめタウン高松バスターミナルから、高松中央IC間でこの道路を利用し、多数の高速バスを見かけることができる。一方、一般路線バスは、ことでんバスのショッピング・レインボー循環線が一部区間を運行しているのみである。

## 路線データ
- 起点：三木町大字井上字池上2287番1地先・さぬき三木IC前交差点
- 終点：高松市上天神町字中坪529番1地先・上天神町交差点
- 延長：9.931 km
- 規格：第4種第1級
- 車線数：完成6車線
- 道路幅員：40 m、50 m（副道設置区間）
- 車線幅員：3.25 m
- 設計速度：60 km/h
- 最高速度：60 km/h

## 沿革
- 1981年（昭和56年） - 大川郡津田町鶴羽（現・さぬき市津田町鶴羽）から上天神町交差点間を一般道として事業化。
- 1989年（平成元年） - 大川郡津田町鶴羽から木田郡三木町大字池戸間を自動車専用道路に都市計画変更。
- 1990年（平成2年） - 高松市前田東町から高松市檀紙町の幅員を都市計画変更。
- 1993年（平成5年）9月3日 - 水田交差点 - 上天神町交差点間開通。
- 1994年（平成6年）3月30日 - 前田西町交差点 - 水田交差点間開通。
- 1994年（平成6年）11月 - 香川医大北交差点（現・香川大学医学部北交差点）- 前田西町交差点間開通。
- 1998年（平成10年）3月26日 - さぬき三木IC南交差点（現・さぬき三木IC前交差点） - 香川医大北交差点間開通。
- 2004年（平成16年）3月27日 - 上天神地下道一般供用。同時に香川医大北交差点 - 檀紙交差点6車線供用。
- 2007年（平成19年）10月7日 - 高松琴平電気鉄道長尾線の立体交差化完成。
- 2007年（平成19年）12月9日 -  高松琴平電気鉄道琴平線の立体交差化完成。

## 香川県への移管について
2008年12月2日に国土交通省はこの道路について高松自動車道高松東IC以東の4車線化が完了した時点で香川県に移管する方針であることを地方分権改革推進委員会に報告した。

## 交差・接続している道路
| 接続する道路 北← 〈国道11号高松東バイパス〉 →南               | 接続する道路 北← 〈国道11号高松東バイパス〉 →南 | 交差点名         | 交差する場所  | 交差する場所 |
| ------------------------------------------------------------- | ----------------------------------------------- | ---------------- | ------------- | ------------ |
| ↑高松自動車道 （徳島・神戸方面）                              |                                                 |                  |               |              |
| 県道38号三木牟礼線                                            | 県道38号三木牟礼線                              | さぬき三木IC前   | 木田郡 三木町 | 大字井上     |
| 県道147号太田上町志度線                                       | 県道147号太田上町志度線                         | 戸敷             | 木田郡 三木町 | 大字井上     |
| 県道42号小蓑前田東線（県道147号重複）                         | 県道42号小蓑前田東線（県道147号重複）           | 香川大学医学部北 | 木田郡 三木町 | 大字池戸     |
| 県道30号塩江屋島西線                                          | 県道30号塩江屋島西線                            | 前田西町         | 高松市        | 前田西町     |
| 新川                                                          | 新川                                            | 新川ふれあい橋   | 高松市        | 前田西町     |
| 吉田川                                                        | 吉田川                                          | 吉田川であい橋   | 高松市        | 前田西町     |
| 〈長尾街道〉 市道東山崎亀田線                                 | 〈長尾街道〉 市道東山崎亀田線                   | 水田             | 高松市        | 東山崎町     |
| 〈さぬき東街道〉 県道10号高松長尾大内線                       | 〈さぬき東街道〉 県道10号高松長尾大内線         | 東山崎町         | 高松市        | 東山崎町     |
| 春日川                                                        | 春日川                                          | 春日川新橋       | 高松市        | 東山崎町     |
| 県道156号西植田高松線                                         | 県道156号西植田高松線                           | 春日川新橋西詰   | 高松市        | 元山町       |
| 古川                                                          | 古川                                            | 古川橋           | 高松市        | 元山町       |
| 県道43号中徳三谷高松線                                        | 県道43号中徳三谷高松線                          | 佐古東           | 高松市        | 林町         |
| 〈旧空港通り〉 市道木太林線                                   | 〈旧空港通り〉 市道木太林線                     | 林町佐古         | 高松市        | 林町         |
| 〈レインボーロード〉 市道上福岡多肥下町線                     | 市道上福岡多肥下町線                            | 伏石町           | 高松市        | 伏石町       |
| 〈サン・フラワー通り〉 市道朝日町仏生山線                     | 〈サン・フラワー通り〉 市道朝日町仏生山線       | 太田下町         | 高松市        | 伏石町       |
| 〈塩江街道〉 県道280号高松香川線                              | 〈塩江街道〉 県道280号高松香川線                | 三条             | 高松市        | 三条町       |
| 国道11号高松南バイパス （国道32号・国道193号・国道492号重複） | 〈空港通り〉 国道193号（国道492号重複）         | 上天神町         | 高松市        | 上天神町     |
| ↓国道11号高松南バイパス（国道32号重複） （松山・高知方面）    |                                                 |                  |               |              |

## 名称・愛称
- さぬき夢街道　香川大学医学部北交差点 - （高松南バイパス）檀紙交差点

## 交通量
この道路の特徴はその区間ごとによって交通量の開きが非常に大きい点であり、西側から東側に行くにつれ交通量が減少していく傾向にある。
最も交通量が多いのはサン・フラワー通りが交差する太田下町交差点から終点の上天神町交差点までの区間で、この区間の混雑度は設計時の交通容量である「1.00」を超えている。また、前回調査時の2005年と比較して太田下町字須川では地点に存在したことでん琴平線踏切の高架化によって混雑度が改善している。この区間は太田第2土地区画整理事業による道路整備によって多くの郊外型商業施設が立地したが、2005年時点では休日の余暇車両が起こす混雑よりも平日ラッシュ時に通勤車両が起こす混雑の方が大きかった。この区間の東端である佐古東交差点では高松中央I.Cへの流入・流出車両が存在するため、ここを境に以東では交通量が減少する。
そこから東山崎町交差点までも一つの区切りになっており、東山崎町交差点で交差するさぬき東街道は香川県東部の内陸方面へのアクセス路である県道10号高松長尾大内線バイパスであり、また高松市街地形成外環状線の一角を成しているため多くの交通がここから流出し、ここを境に以東は交通量が一気に減少する。
そこから東へ向かうと更に交通量は減少していき、三木町中心部へのアクセス路である県道42号小蓑前田東線が交差する香川大学医学部北交差点では多くが流出するため、以東は上下6車線から4車線に変わり平日1日当たりの交通量が1万台にも満たない。

### 2010年
| 区間                                    | 観測地点                       | 交通量    | 交通量  | 昼間 混雑度 | 昼間平均旅行速度 | 昼間平均旅行速度 |
| 区間                                    | 観測地点                       | 2010年    | 前回比  | 昼間 混雑度 | 上り             | 下り             |
| --------------------------------------- | ------------------------------ | --------- | ------- | ----------- | ---------------- | ---------------- |
| さぬき三木IC前交差点-戸敷交差点         | 三木町大字井上字池上2128番地4  | 8948台    | -41台   | 0.44        | 11.2km/h         | 21.5km/h         |
| 戸敷交差点-香川大学医学部北交差点       | 三木町大字井上字池上2128番地4  | 8948台    | -41台   | 0.44        | 37.1km/h         | 33.1km/h         |
| 香川大学医学部北交差点-三木町・高松市境 | 高松市前田東町字東本村375番地3 | 1万4905台 | +1828台 | 0.35        | 49.7km/h         | 49.5km/h         |
| 三木町・高松市境-高松東IC               | 高松市前田東町字東本村375番地3 | 1万4905台 | +1828台 | 0.30        | 49.7km/h         | 49.5km/h         |
| 高松東IC-前田西町交差点                 | 高松市前田東町字東本村375番地3 | 1万4905台 | +1828台 | 0.30        | 46.8km/h         | 57.8km/h         |
| 前田西町交差点-東山崎町交差点           | 高松市東山崎町字水田466番地3   | 1万7345台 | -2002台 | 0.43        | 30.9km/h         | 35.8km/h         |
| 東山崎町交差点-春日川新橋西詰交差点     | 高松市六条町字下川西1141番地2  | 3万9107台 | +2399台 | 0.89        | 8.4km/h          | 21.1km/h         |
| 春日川新橋西詰交差点-佐古東交差点       | 高松市六条町字下川西1141番地2  | 3万9107台 | +2399台 | 0.72        | 42.9km/h         | 27.9km/h         |
| 佐古東交差点-伏石町交差点               | 高松市伏石町字居石422番地6     | 4万3767台 | +2075台 | 0.79        | 25.8km/h         | 23.1km/h         |
| 伏石町交差点-太田下町交差点             | 高松市伏石町字居石422番地6     | 4万3767台 | -196台  | 0.79        | 18.0km/h         | 22.5km/h         |
| 太田下町交差点-三条交差点               | 高松市太田下町字須川2468番地1  | 5万3873台 | +1003台 | 1.15        | 41.4km/h         | 36.2km/h         |
| 三条交差点-上天神町交差点               | 高松市上天神町字三条832番地1   | 5万3873台 | +2773台 | 1.05        | 28.7km/h         | 23.3km/h         |
| 平均                                    | 平均                           | 2万9167台 | +1154台 | 0.64        | 32.6km/h         | 33.4km/h         |

### 2005年
| 地点                           | 平日24時間 | 平日24時間 | 平日24時間 | 平日24時間 | 休日24時間 | 休日24時間 | 休日24時間 | 休日24時間 | 休日率 |
| 地点                           | 交通量     | 混雑度     | ピーク時   | ピーク時   | 交通量     | 混雑度     | ピーク時   | ピーク時   | 休日率 |
| 地点                           | 交通量     | 混雑度     | 時間       | 旅行速度   | 交通量     | 混雑度     | 時間       | 旅行速度   | 休日率 |
| ------------------------------ | ---------- | ---------- | ---------- | ---------- | ---------- | ---------- | ---------- | ---------- | ------ |
| 三木町大字井上字池上2128番地4  | 8989台     | 0.33       | 7時        | 39.3km/h   | 5071台     | 0.19       | 16時       | 31.4km/h   | 58%    |
| 高松市前田東町字東本村379番地1 | 1万3077台  | 0.26       | 7時        | 55.8km/h   | 8986台     | 0.19       | 12時       | 23.4km/h   | 71%    |
| 高松市東山崎町字八反地298番地2 | 1万9347台  | 0.59       | 18時       | 25.9km/h   | 1万3671台  | 0.43       | 16時       | 34.2km/h   | 73%    |
| 高松市六条町字下川西1141番地2  | 3万6708台  | 0.79       | 7時        | 26.7km/h   | 3万1192台  | 0.68       | 16時       | 46.1km/h   | 87%    |
| 高松市林町字長池438番地7       | 4万1692台  | 1.14       | 8時        | 22.0km/h   | 3万7096台  | 1.05       | 12時       | 22.9km/h   | 92%    |
| 高松市伏石町字居石422番地6     | 4万3963台  | 1.19       | 8時        | 23.4km/h   | 4万329台   | 1.13       | 14時       | 7.0km/h    | 95%    |
| 高松市太田下町字須川2468番地1  | 5万2870台  | 1.45       | 18時       | 46.7km/h   | 4万6248台  | 1.32       | 16時       | 22.1km/h   | 91%    |
| 高松市上天神町字三条824番地    | 4万7653台  | 1.30       | 18時       | 13.4km/h   | 4万291台   | 1.14       | 16時       | 28.2km/h   | 88%    |